# Hidroxid de beriliu
Hidroxidul de beriliu este o bază alcătuită din două grupări hidroxil și un atom de beriliu. Formula sa chimică este Be(OH)2. 
1. ↑  „Hidroxid de beriliu”, Beryllium dihydroxide (în engleză), PubChem, accesat în 19 noiembrie 2016
2. ↑  CRC Handbook of Chemistry and Physics (97th edition)[*], p. 4-51 Verificați valoarea |titlelink= (ajutor)